# Šatní ramínko
Šatní ramínko je předmět sloužící k zavěšení oděvů v šatnících, šatnách. Může být vyrobeno z dřeva, kovu či plastu.

## Historie šatních ramínek
Historie ramínek nebyla zatím souhrnně zpracována. Jejich vznik vysvětluje několik příběhů, ve kterých vystupují královské páry, slavné historické osobnosti i obyčejní lidé.

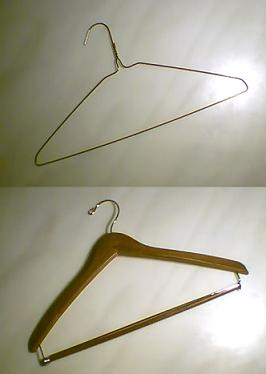
Historie drátěných a dřevěných ramínek

### Historie dřevěných ramínek

#### Prezident Thomas Jefferson
Thomas Jefferson není známý jen jako autor Deklarace nezávislosti Spojených států (1776), ale také jako vášnivý tvůrce vynálezů. Mezi jeden z nich patřilo i ramínko na kabát. Navíc měl Jefferson ve svém šatníku i otáčecí stroj, který mu umožňoval zavěšovat kabáty a vesty na 48 tyček připevněných k otáčecí tyči.

#### Výrobce čokolády Stanley Fry z Birminghamu
Dřevěné ramínko imitující lidská ramena navrhl Stanley Fry z Birminghamu v roce 1840 jako svatební dar pro královnu Viktorii a jejího manžela Alberta. Etron byl vyroben ze dřeva, měl vatování z ovčí vlny a zlatý háček s iniciály Viktorie a Alberta.

### Historie drátěných ramínek

#### Student Christopher Cann
Drátěné ramínko na kabát si nechal patentovat student inženýrství Christoper Cann z Bostonské univerzity v roce 1876.

#### Zaměstnanec Albert Parkhouse
Mnohem známějším vynálezcem drátěného ramínka je zaměstnanec továrny Timerlake Wire Albert Parkhouse. Ten pohotově zareagoval na stížnosti svých kolegů na nedostatek háčků na zavěšování kabátů. Vzal drát, vytvaroval dva ovály, oba konce stočil a udělal z nich háček. Problém svých kolegů vyřešil v roce 1903.